# Troisième circonscription de la préfecture de Kagoshima
La troisième circonscription de la préfecture de Kagoshima (鹿児島県第3区, Kagoshima-ken dai-san-ku) est l'une des quatre circonscriptions législatives que compte la préfecture de Kagoshima au Japon. Cette circonscription comptait 318 969 électeurs en date du 1er septembre 2021.

## Description géographique
La troisième circonscription de la préfecture de Kagoshima regroupe les villes d'Akune, Izumi, Satsumasendai, Hioki, Ichikikushikino, Isa et Aira ainsi que les districts de Satsuma, Izumi et Aira.

## Députés
| Législature | Début de mandat | Fin de mandat | Député élu          |  | Parti politique |
| ----------- | --------------- | ------------- | ------------------- |  | --------------- |
| 41e         | 1996            | 2000          | Tadahiro Matsushita |  | PLD             |
| 42e         | 2000            | 2003          | Kazuaki Miyaji (ja) |  | PLD             |
| 43e         | 2003            | 2005          | Kazuaki Miyaji (ja) |  | PLD             |
| 44e         | 2005            | 2009          | Kazuaki Miyaji (ja) |  | PLD             |
| 45e         | 2009            | 2012          | Tadahiro Matsushita |  | NPP             |
| 45e         | 2012            | 2012          | Kazuaki Miyaji      |  | PLD             |
| 46e         | 2012            | 2014          | Takeshi Noma (ja)   |  | NPP             |
| 47e         | 2014            | 2017          | Takeshi Noma (ja)   |  | SE              |
| 48e         | 2017            | 2021          | Yasuhiro Ozato (ja) |  | PLD             |
| 49e         | 2021            | -             | Takeshi Noma        |  | PDC             |